# Herbert Grünsteidl
Herbert Grünsteidl, né le 22 novembre 1944, est un pilote automobile autrichien de rallycross et de rallyes.

## Biographie
Régulièrement actif en compétition durant une quinzaine d'années (essentiellement lors des années 1970), il a disputé des rallyes surtout entre 1971 et 1973 au volant d'une BMW 2002 Ti avec Georg Hopf pour copilote, se classant notamment 4e (en IMC durant l'année 1972) puis 9e (en WRC lors de la saison suivante) du Rallye autrichien des Alpes.

## Palmarès

### Titres en rallycross
- Champion d'Europe de rallycross, en 1977 sur Alpine A310 16V et V6 (sous l'appellation de FIA European cup);
- Champion d'Autriche de rallycross, en 1975; 
  - vice-champion d'Autriche de rallycross, en 1976, 1978 et 1979;
  - 3e du championnat d'Autriche de rallycross, en 1980.